# Tram van Asuncion
De tram van Asuncion was in de 19e en 20e eeuw een druk gebruikt openbaarvervoermiddel in Asuncion, hoofdstad van Paraguay.
De tram gaat terug tot 3 mei 1872, toen het bedrijf Horrocks & Cía. de concessie binnenrijfde om het net van Asuncion uit te baten. De exploitatie ervan stopte op 31 december 1996 hoewel de regering pas in november 1997 formeel de definitieve stopzetting ervan afkondigde.

## Geschiedenis

### In het begin
In die tijd was het een grote technologische stap voor Asuncion om al in 1872 te kunnen beschikken over een tram, slechts vier jaar na Buenos Aires, toentertijd de grootste stad en slechts twee jaar na het einde van de Oorlog van de Drievoudige Alliantie.
De eerste trams die in Asuncion volgden de sporen die al in 1861 tussen het station en de haven van de hoofdstad waren aangelegd ten behoeve van de spoorweglocomotieven. De eerste trams werden getrokken door paarden en muilezels. De trams hadden een beperkte capaciteit van niet meer dan twintig reizigers en bestonden uit open en dus goed verluchte rijtuigen met banken over de volledige breedte van de voertuigen.
In 1884 verkocht Horrocks zijn bedrijf aan een lokale inwoner, Francisco Morra, die onder de naam Empresa de Tranways een nieuw bedrijf oprichtte voor de exploitatie van de tramdienst.

### De uitbouw: elektrische trams
De plannen tot elektrificatie van de tram ontstonden rond het jaar 1900 met behulp van franchises tussen Paraguay, Argentinië, Engeland, Duitsland, Italië en de Verenigde Staten. De Paraguay Central Railway bekwam de rechten voor de verlichting en de energie van de stad en richtte de Asunción Light & Power Co op. In 1909 plaatste het bedrijf bij het Engelse United Electric een bestelling voor twintig trams.
In 1910 ondertekende Juan Carosio, vertegenwoordiger van de Duitse bedrijven AEG en Siemens - en die al de elektrische infrastructuur in Argentinië, Uruguay en Chili controleerden - een contract om de tram van Asuncion te elektrificeren. Op 7 juli 1913 reed de elektrische tram van Asuncion (en van Paraguay) voor het eerst uit.
In de jaren 1930 telde het tramnet zeven lijnen in het centrum en met voorstadslijnen naar Puerto Sajonia en San Lorenzo. Het net bereikte zijn maximale omvang met 37 km (23 mijl) spoor bediend door 10 routes met een een vloot van 33 motor en 26 bijwagens. In 1945, toen de rijrichting van het verkeer in verschillende straten in het stadscentrum werd omgekeerd, werden de tramlijnen 1-4 opgeheven maar kwam er een nieuwe lijn 5, tussen het stadscentrum en de wijk Las Mercedes. Het bedrijf werd in 1948 genationaliseerd. 
In 1966 kwam de exploitatie in handen van de Administración del Transporte Eléctrico (ATE - Administratie van het elektrisch vervoer) die het net in 1973 sloot. Gedurende twee jaar reden er geen trams meer maar in 1975 nam de ATE lijn 5 opnieuw in dienst met tweedehandstrams uit Brussel.

### Laatste jaren
Na 1984 was lijn 5 nog de enige lijn die geëxploiteerd werd. De ultieme voertuigen die in dienst kwamen waren een aantal uit Brussel afkomstige motorwagens type 9000. Dit waren in 1960 van nieuwe moderne wagenbakken voorziene oude trams uit de jaren 1923-1932 waarvan de laatste exemplaren tot 1982 dienst deden op het net van de MIVB. De wagens werden voorzien van een klein type sleepbeugel ipv. de in Brussel gebruikelijke trolleystang.
In de loop van de jaren 1990 raakte de tramdienst meer en meer in verval. Het vervoerbedrijf ATE haalde meer opbrengsten uit publiciteit dan uit het vervoeraanbod zelf. Zowel de rails als de trams waren tot op de draad versleten en in de laatste jaren reden de trams, op toeristen na, zo goed als leeg. De laatste trams in Asuncion reden in 1996.
Tram 9006 werd gerestaureerd en op 15 december 2005 als monument naast het station van Asuncion geplaatst. Als gevolg van vandalisme werd de tram daar in 2007 weggenomen.